# Buiksloterkanaal
Het Buiksloterkanaal in Amsterdam-Noord is de verbinding tussen het (Westelijk deel van het) Johan van Hasseltkanaal en het IJ. Het kanaal met noord-zuid oriëntatie ligt tussen de Buiksloterham in het westen en Volewijck in het oosten.
Het kanaal werd in 1926 gegraven in de polder Buiksloterham. Na de aanleg van het kanaal werd onder meer in de Buiksloterham het nooddorp Asterdorp aangelegd, waarbij men het kanaal over moest voor aan de faciliteiten van Disteldorp te geraken.

## Bruggen
De Wasknijper (brug 177 in de Distelweg), de Leeuwenputbrug (371) (Grasweg), de Van der Pekbrug (995), de Elsje Christiaensbrug (2474) (Tolhuisweg), de Galgenveldbrug (188) en de Volewijckbrug (2475) overspannen het kanaal.